# شیگمیتسو اگاوا
شیگمیتسو اگاوا (انگلیسی: Shigemitsu Egawa؛ زادهٔ ۳۱ ژانویهٔ ۱۹۶۶) بازیکن فوتبال اهل ژاپن است.
از باشگاه‌هایی که در آن بازی کرده‌است می‌توان به باشگاه فوتبال ویسل کوبه و باشگاه فوتبال ناگویا گرامپوس اشاره کرد.
وی همچنین در تیم ملی فوتبال تیم ملی فوتسال ژاپن بازی کرده‌است.